# Soran University
Die Soran University (kurdisch زانكۆی سۆران) ist eine irakisch-kurdische Hochschule in Soran in der Autonomen Region Kurdistan. Sie wurde 2009 gegründet.